# Cherapont
Cherapont est un hameau belge de la commune de Gouvy situé en Région wallonne dans la province de Luxembourg.
Avant la fusion de communes de 1977, il faisait partie de Limerlé.

## Situation
Hameau ardennais de la haute vallée de l'Ourthe orientale, Cherapont se situe à environ 1 km au sud-ouest de Gouvy et est traversé par la route nationale 838 qui mène à Limerlé. Le hameau était initialement composé d'une seule habitation ayant fonction de moulin.

## Histoire
On a découvert au sommet d'une colline dominant le hameau les fondations d'une villa romaine.

## Activités et tourisme
Cherapont est surtout connu des vacanciers pour être un lieu de villégiature occupé par un important camping, un parc à gibier et de grands étangs à truites s'étendant de part et d'autre du cours de l'Ourthe orientale.